# Pirttisaari (ö i Kymmenedalen)
Pirttisaari är en ö i Finland. Den ligger i vattendraget Pitkä-Kymi och i kommunen Kotka i den ekonomiska regionen  Kotka-Fredrikshamn  och landskapet Kymmenedalen, i den södra delen av landet, 110 km nordost om huvudstaden Helsingfors. Öns area är 2,7 hektar och dess största längd är 370 meter i sydöst-nordvästlig riktning.  Pirttisaari ligger i sjön Muhjärvi.